# Liste der Naturschutzgebiete im Landkreis Vorpommern-Greifswald
Im Landkreis Vorpommern-Greifswald gibt es 48 Naturschutzgebiete.
| Name des Gebietes                                       | Bild           | Kennung | WDPA      | Landkreis / Stadt                                                      | Beschreibung / Bemerkungen | Standort | Fläche in Hektar | Datum der Verordnung |
| ------------------------------------------------------- | -------------- | ------- | --------- | ---------------------------------------------------------------------- | -------------------------- | -------- | ---------------- | -------------------- |
| Ahlbecker Seegrund                                      | weitere Bilder | N 180   | 102226    | Landkreis Vorpommern-Greifswald                                        |                            | Position | 1278             | 1990                 |
| Altwarper Binnendünen, Neuwarper See und Riether Werder | weitere Bilder | N 186   | 64662     | Landkreis Vorpommern-Greifswald                                        |                            | Position | 1431             | 1990                 |
| Anklamer Stadtbruch                                     | weitere Bilder | N 47    | 14364     | Landkreis Vorpommern-Greifswald                                        |                            | Position | 1461             | 1967                 |
| Buddenhagener Moor                                      | weitere Bilder | N 244   | 162626    | Landkreis Vorpommern-Greifswald                                        |                            | Position | 113              | 1990                 |
| Burgwall Rothemühl                                      | weitere Bilder | N 51    | 162657    | Landkreis Vorpommern-Greifswald                                        |                            | Position | 45               | 1967                 |
| Darschkower See bei Stolzenburg                         |                | N 201   | 162705    | Landkreis Vorpommern-Greifswald                                        |                            | Position | 25               | 1993                 |
| Eldena                                                  | weitere Bilder | N 26    | 14342     | Landkreis Vorpommern-Greifswald                                        |                            | Position | 420              | 1961                 |
| Erweiterung Galenbecker See                             |                | N 49B   | 378072    | Landkreis Vorpommern-Greifswald, Landkreis Mecklenburgische Seenplatte |                            | Position | 863              | 1993                 |
| Galenbecker See                                         | weitere Bilder | N 49A   | 14365     | Landkreis Vorpommern-Greifswald, Landkreis Mecklenburgische Seenplatte |                            | Position | 1031             | 1967                 |
| Golm                                                    | weitere Bilder | N 50    | 163281    | Landkreis Vorpommern-Greifswald                                        |                            | Position | 23               | 1967                 |
| Gorinsee                                                |                | N 193   | 163287    | Landkreis Vorpommern-Greifswald                                        |                            | Position | 249              | 1990                 |
| Gothensee und Thurbruch                                 | weitere Bilder | N 52    | 14344     | Landkreis Vorpommern-Greifswald                                        |                            | Position | 808              | 1967                 |
| Gottesheide mit Schloßsee und Lenzener See              | weitere Bilder | N 194   | 102241    | Landkreis Vorpommern-Greifswald                                        |                            | Position | 1403             | 1990                 |
| Greifswalder Oie                                        | weitere Bilder | N 245   | 163317    | Landkreis Vorpommern-Greifswald                                        |                            | Position | 215              | 1995                 |
| Großer Koblentzer See                                   | weitere Bilder | N 54    | 14369     | Landkreis Vorpommern-Greifswald                                        |                            | Position | 270              | 1967                 |
| Großer Wotig                                            | weitere Bilder | N 246   | 163367    | Landkreis Vorpommern-Greifswald                                        |                            | Position | 212              | 1995                 |
| Grünzer Berge                                           |                | N 202   | 163406    | Landkreis Vorpommern-Greifswald                                        |                            | Position | 30               | 1993                 |
| Halbinsel Cosim                                         | weitere Bilder | N 247   | 163490    | Landkreis Vorpommern-Greifswald                                        |                            | Position | 102              | 1996                 |
| Halbinsel Fahrenbrink                                   |                | N 249   | 163492    | Landkreis Vorpommern-Greifswald                                        |                            | Position | 36               | 1994                 |
| Insel Görmitz                                           | weitere Bilder | N 323   | 318605    | Landkreis Vorpommern-Greifswald                                        |                            | Position | 137              | 2001                 |
| Insel Koos, Kooser See und Wampener Riff                | weitere Bilder | N 250   | 102245    | Landkreis Vorpommern-Greifswald                                        |                            | Position | 1566             | 1994                 |
| Inseln Böhmke und Werder                                | weitere Bilder | N 81    | 14345     | Landkreis Vorpommern-Greifswald                                        |                            | Position | 117              | 1971                 |
| Karlsburger und Oldenburger Holz                        | weitere Bilder | N 127   | 14387     | Landkreis Vorpommern-Greifswald                                        |                            | Position | 399              | 1984                 |
| Kiesbergwiesen bei Bergholz                             |                | N 134   | 164069    | Landkreis Vorpommern-Greifswald                                        |                            | Position | 54               | 1989                 |
| Kieshofer Moor                                          | weitere Bilder | N 8     | 164087    | Landkreis Vorpommern-Greifswald                                        |                            | Position | 30               | 1938                 |
| Kleiner Krebssee                                        | weitere Bilder | N 305   | 164125    | Landkreis Vorpommern-Greifswald                                        |                            | Position | 46               | 1996                 |
| Klepelshagen                                            | weitere Bilder | N 38    | 14367     | Landkreis Vorpommern-Greifswald, Landkreis Mecklenburgische Seenplatte |                            | Position | 304              | 1961                 |
| Kronwald                                                | weitere Bilder | N 42    | 14362     | Landkreis Vorpommern-Greifswald                                        |                            | Position | 114              | 1961                 |
| Ladebower Moor                                          | weitere Bilder | N 312   | 378115    | Landkreis Vorpommern-Greifswald                                        |                            | Position | 131              | 1997                 |
| Lanken                                                  | weitere Bilder | N 39    | 164374    | Landkreis Vorpommern-Greifswald                                        |                            | Position | 63               | 1961                 |
| Lauenhagener See                                        | weitere Bilder | N 274   | 163491    | Landkreis Mecklenburgische Seenplatte, Landkreis Vorpommern-Greifswald |                            | Position | 103              | 1993                 |
| Mellenthiner Os                                         |                | N 301   | 164603    | Landkreis Vorpommern-Greifswald                                        |                            | Position | 65               | 1995                 |
| Mümmelkensee                                            | weitere Bilder | N 33    | 164732    | Landkreis Vorpommern-Greifswald                                        |                            | Position | 6                | 1961                 |
| Peenemünder Haken, Struck und Ruden – Gebietsteil A     | weitere Bilder | N 1-A   | 14343     | Landkreis Vorpommern-Greifswald                                        |                            | Position | 7544             | 2008                 |
| Peenemünder Haken, Struck und Ruden – Gebietsteil B     |                | N 1-B   | 378075    | Landkreis Vorpommern-Greifswald                                        |                            | Position | 268              | 2008                 |
| Peenetal von Jarmen bis Anklam                          | weitere Bilder | N 328   | 555514021 | Landkreis Vorpommern-Greifswald                                        |                            | Position | 3414             | 2010                 |
| Peenetal von Salem bis Jarmen                           | weitere Bilder | N 327   | 389965    | Landkreis Mecklenburgische Seenplatte, Landkreis Vorpommern-Greifswald |                            | Position | 6716             | 2009                 |
| Plöwensches Seebruch                                    | weitere Bilder | N 303   | 165013    | Landkreis Vorpommern-Greifswald                                        |                            | Position | 228              | 1995                 |
| Putzarer See                                            |                | N 69A   | 555632816 | Landkreis Vorpommern-Greifswald, Landkreis Mecklenburgische Seenplatte |                            | Position | 399              | 1967                 |
| Schanzberge bei Brietzig                                | weitere Bilder | N 71    | 165362    | Landkreis Vorpommern-Greifswald                                        |                            | Position | 7                | 1967                 |
| Schwingetal und Peenewiesen bei Trantow                 | weitere Bilder | N 241   | 165533    | Landkreis Vorpommern-Greifswald                                        |                            | Position | 703              | 1994                 |
| Streckelsberg                                           | weitere Bilder | N 260   | 165762    | Landkreis Vorpommern-Greifswald                                        |                            | Position | 36               | 1961                 |
| Südspitze Gnitz                                         | weitere Bilder | N 248   | 165790    | Landkreis Vorpommern-Greifswald                                        |                            | Position | 75               | 1994                 |
| Unteres Peenetal (Peenetalmoor)                         | weitere Bilder | N 103   | 318938    | Landkreis Vorpommern-Greifswald                                        |                            | Position | 1198             | 1981                 |
| Waldhof                                                 |                | N 203   | 378378    | Landkreis Vorpommern-Greifswald                                        |                            | Position | 254              | 1990                 |
| Wildes Moor bei Borken                                  |                | N 136   | 166312    | Landkreis Vorpommern-Greifswald                                        |                            | Position | 228              | 1989                 |
| Wocknin-See                                             | weitere Bilder | N 78    | 166346    | Landkreis Vorpommern-Greifswald                                        |                            | Position | 56               | 1967                 |
| Zerninsee-Senke                                         | weitere Bilder | N 300   | 166404    | Landkreis Vorpommern-Greifswald                                        |                            | Position | 383              | 1995                 |

## Quelle
- Landesamt für Umwelt, Naturschutz und Geologie Mecklenburg-Vorpommern, Liste der Naturschutzgebiete (Version vom 31. Dezember 2015)
- Common Database on Designated Areas Datenbank, Version 14